# New Mills (Kornwalia)
New Mills – osada w Anglii, w Kornwalii. Leży 48 km na północny wschód od miasta Penzance i 363 km na zachód od Londynu.